# Buch in Tirol
Buch in Tirol (bis 2010 Buch bei Jenbach) ist eine Gemeinde mit 2605 Einwohnern (Stand 1. Jänner 2024) im Bezirk Schwaz in Tirol (Österreich).

## Geografie
Die Gemeinde Buch liegt im Unterinntal am rechten Ufer des Inns. Neben dem namensgebenden Ort Buch besteht die Gemeinde noch aus den Dörfern St. Margarethen und Maurach, einem Teil von Rotholz und dem am Berghang gelegenen Troi (bestehend aus Obertroi und Untertroi).

### Gemeindegliederung
| Katastralgemeinden | Ortschaften in der Gemeinde                                                              |
| ------------------ | ---------------------------------------------------------------------------------------- |
| Buch (9,49 km²)    | Buch (D) Maurach (D) Obertroi (R) Rotholz (D) St. Margarethen (D) Troi (R) Untertroi (R) |
| Legende            |                                                                                          |

| In der Spalte Katastralgemeinden sind sämtliche Katastralgemeinden einer Gemeinde angeführt. In der Klammer ist die jeweilige Fläche in km² angegeben. |
| In der Spalte Ortschaften sind sämtliche von der Statistik Austria erfassten Siedlungen, die auch eine eigene Ortschaftskennziffer aufweisen, angeführt. In der Hierarchieebene derselben Spalte, rechts eingerückt, werden nur Ansiedlungen, die mindestens aus mehreren Häusern bestehen, dargestellt. Die wichtigsten der verwendeten Abkürzungen sind: - M = Hauptort der Gemeinde - Stt = Stadtteil - R = Rotte - W = Weiler - D = Dorf - ZH = Zerstreute Häuser - Sdlg = Siedlung - Hgr = Häusergruppe - E = Einzelgehöft (nur wenn sie eine eigene Ortschaftskennziffer haben) Die komplette Liste der Statistik Austria ist in: Topographische Siedlungskennzeichnung nach STAT Zu beachten ist, dass manche Orte unterschiedliche Schreibweisen haben können. So können sich Katastralgemeinden anders schreiben als gleichnamige Ortschaften bzw. Gemeinden. Quelle: Statistik Austria – |

Die Gemeinde liegt im Gerichtsbezirk Schwaz.

### Nachbargemeinden
| Stans  | Jenbach                                     | Wiesing             |
| Schwaz | Kompassrose, die auf Nachbargemeinden zeigt | Strass im Zillertal |
|        | Gallzein                                    | Schlitters          |

## Geschichte
Die erste urkundliche Erwähnung erfolgte 1120 als „Puech“ in einer Urkunde des Klosters St. Georgenberg.
Die Herren von Rottenburg waren schon im Jahr 1180 Ministerialen der Grafen von Andechs. Sie stiegen zu einem mächtigen Adelsgeschlecht in Tirol auf. Als sie sich 1409 gegen den Herzog Friedrich IV. auflehnten und die Bayern zu Hilfe riefen, wurden sie von Friedrich gefangen genommen und die Burg geschleift. Die 1460 wieder aufgebaute Burg wurde zum Sitz des Landgerichtes Rottenburg. Als das Gericht 1594 nach Rotholz verlegt wurde, begann der Verfall der Burg, von der heute nur noch Mauerreste erhalten sind.
Vom Aufleben des Schwazer Bergbaus im 15. Jahrhundert profitierte auch Buch. Im südlichen Gemeindegebiet wurden Kupfer und Silber abgebaut, vom 17. bis ins 19. Jahrhundert auch Eisen in der Schwader.
Die Kirche zur hl. Margareta und zum hl. Leopold wird bereits 1337 urkundlich erwähnt. Im Jahr 1515 wird die Kirche erweitert. Als die Bayern im Jahr 1809 Buch stürmten, werden die Pfarrkirche und 50 Häuser zerstört. Zehn Jahre später wird die Kirche wieder aufgebaut und 1838 mit einem Zwiebeldach versehen.
Ab 1944 befand sich auf der Straße zwischen Schwaz und Buch ein Zwangsarbeiterlager. Dort waren bis zu 400 ausländische Kriegsgefangene untergebracht, die ab Dezember 1944 im Wilhelm-Erb-Stollen des Schwazer Bergwerks für die Rüstungsindustrie des Deutschen Reiches arbeiten mussten. Nach Kriegsende machte die französische Besatzung daraus das Lager Oradour für ehemalige Nationalsozialisten, benannt nach Oradour-sur-Glane und in Erinnerung an das Massaker von Oradour.
Bis 1952 hieß die Gemeinde Buch, dann Buch bei Jenbach. Die Umbenennung von Buch bei Jenbach in Buch in Tirol wurde von der Tiroler Landesregierung am 29. Juni 2010 kundgemacht. Mit 1. Jänner 2011 hat die Gemeinde die neue Postleitzahl 6220 erhalten.

### Bevölkerungsentwicklung
| Buch in Tirol: Einwohnerzahlen von 1869 bis 2024    | Buch in Tirol: Einwohnerzahlen von 1869 bis 2024 | Buch in Tirol: Einwohnerzahlen von 1869 bis 2024 | Buch in Tirol: Einwohnerzahlen von 1869 bis 2024 | Buch in Tirol: Einwohnerzahlen von 1869 bis 2024 |
| --------------------------------------------------- | ------------------------------------------------ | ------------------------------------------------ | ------------------------------------------------ | ------------------------------------------------ |
| Jahr                                                |                                                  |                                                  |                                                  | Einwohner                                        |
| 1869                                                | 1869                                             |                                                  | 692                                              | 692                                              |
| 1880                                                | 1880                                             |                                                  | 643                                              | 643                                              |
| 1890                                                | 1890                                             |                                                  | 659                                              | 659                                              |
| 1900                                                | 1900                                             |                                                  | 732                                              | 732                                              |
| 1910                                                | 1910                                             |                                                  | 702                                              | 702                                              |
| 1923                                                | 1923                                             |                                                  | 720                                              | 720                                              |
| 1934                                                | 1934                                             |                                                  | 769                                              | 769                                              |
| 1939                                                | 1939                                             |                                                  | 839                                              | 839                                              |
| 1951                                                | 1951                                             |                                                  | 937                                              | 937                                              |
| 1961                                                | 1961                                             |                                                  | 1.006                                            | 1.006                                            |
| 1971                                                | 1971                                             |                                                  | 1.291                                            | 1.291                                            |
| 1981                                                | 1981                                             |                                                  | 1.789                                            | 1.789                                            |
| 1991                                                | 1991                                             |                                                  | 2.097                                            | 2.097                                            |
| 2001                                                | 2001                                             |                                                  | 2.426                                            | 2.426                                            |
| 2011                                                | 2011                                             |                                                  | 2.543                                            | 2.543                                            |
| 2021                                                | 2021                                             |                                                  | 2.628                                            | 2.628                                            |
| 2024                                                | 2024                                             |                                                  | 2.605                                            | 2.605                                            |
| Quelle(n): Statistik Austria, Gebietsstand 1.1.2021 |                                                  |                                                  |                                                  |                                                  |

## Kultur und Sehenswürdigkeiten

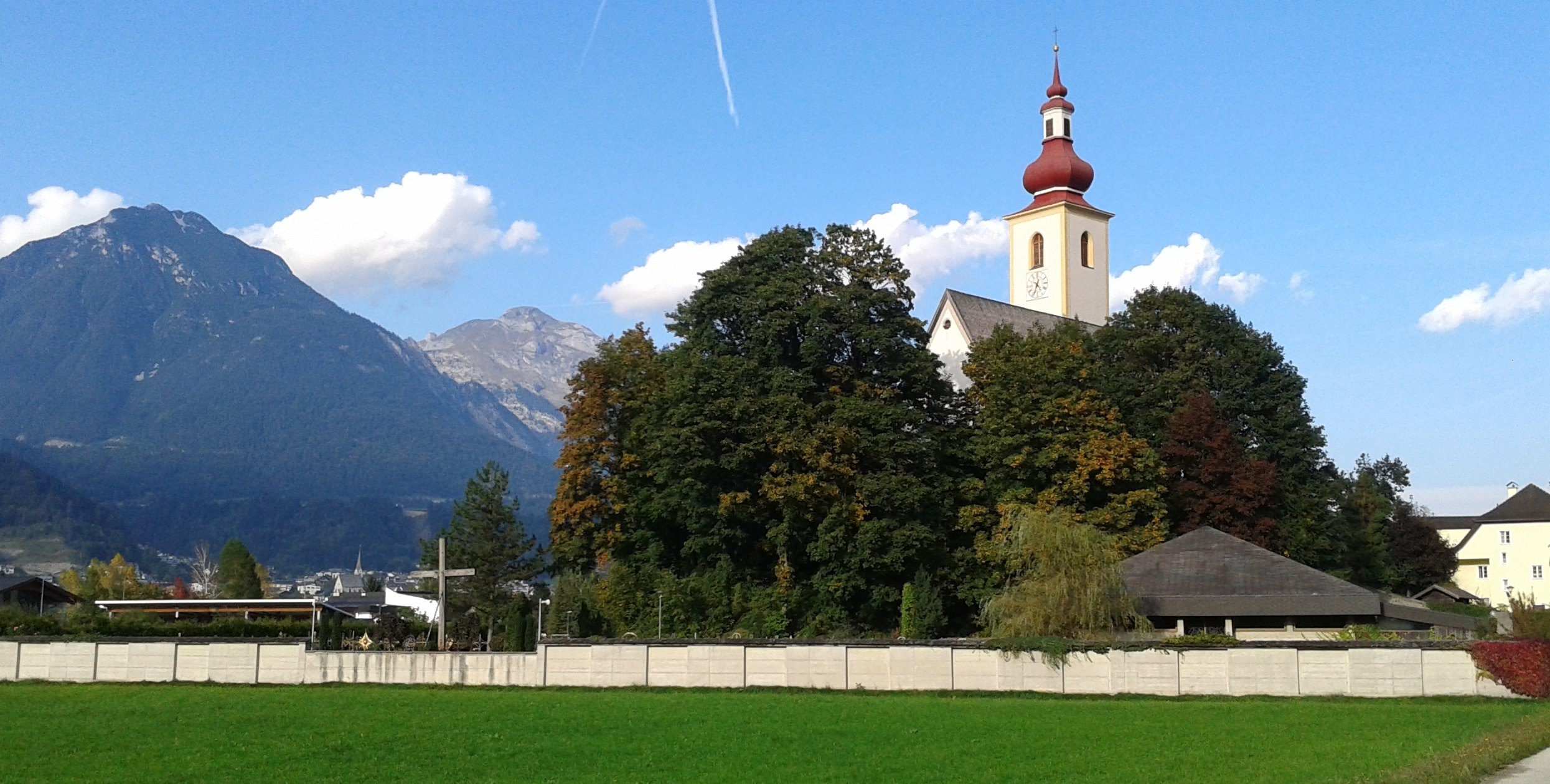
Pfarrkirche Buch in Tirol

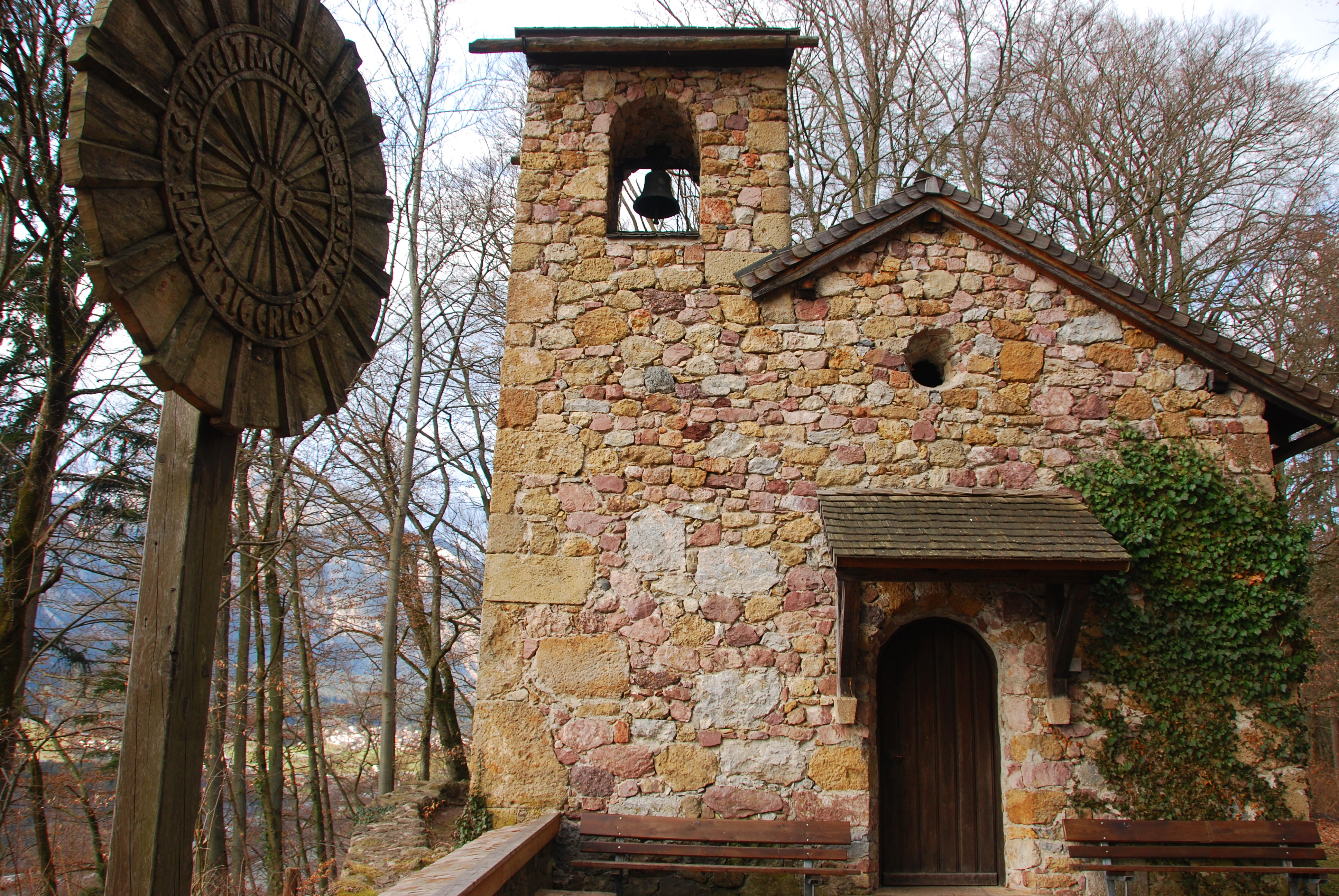
Notburgakapelle in der Rottenburg

- Burgruine Rottenburg mit der Kapelle hl. Notburga
- Katholische Pfarrkirche Buch in Tirol hl. Margaretha
- Widum St. Margarethen

## Wirtschaft und Infrastruktur
Die Haupteinnahmequellen sind der Tourismus und die Landwirtschaft. Zudem gibt es einige Klein- und Mittelbetriebe.

### Wirtschaftssektoren
Während die Anzahl der Erwerbstätigen in der Landwirtschaft und im Produktionssektor von 2001 bis 2011 nahezu konstant blieb, nahm sie im Dienstleistungssektor stark zu.
| Wirtschaftssektor            | Anzahl Betriebe | Anzahl Betriebe | Erwerbstätige | Erwerbstätige |
| Wirtschaftssektor            | 2011            | 2001            | 2011          | 2001          |
| ---------------------------- | --------------- | --------------- | ------------- | ------------- |
| Land- und Forstwirtschaft 1) | 44              | 44              | 40            | 34            |
| Produktion                   | 33              | 22              | 222           | 264           |
| Dienstleistung               | 112             | 51              | 368           | 208           |

1) Betriebe mit Fläche in den Jahren 2010 und 1999
| Im Jahr 2011 lebten 1300 Erwerbstätige in Buch. Davon arbeiteten rund 250 in der Gemeinde, über achtzig Prozent pendelten aus. Die Anzahl der Übernachtungen stieg von 17.000 im Jahr 2010 auf 20.000 im Jahr 2019. Mit monatlich 1000 bis 2000 Übernachtungen zeigt Buch keine starken saisonalen Schwankungen. Juli, August und September und mit über 2000 Nächtigungen die stärksten Monate. | Hier fehlt eine Grafik, die leider im Moment aus technischen Gründen nicht angezeigt werden kann. Wir arbeiten daran! |

### Verkehr
- Straße: Buch ist über die Inntalautobahn A 12 von Westen her kommend über die Ausfahrten Schwaz und Jenbach und von Osten her über die Ausfahrt Wiesing erreichbar.
- Bus: Im Unterinntal wird ein Regionalbusverkehr angeboten.

## Politik

### Gemeinderat
Die Gemeinderat hat 15 Mitglieder.
- Mit den Gemeinderats- und Bürgermeisterwahlen in Tirol 1998 hatte der Gemeinderat folgende Verteilung: [9]
- Mit den Gemeinderats- und Bürgermeisterwahlen in Tirol 2004 hatte der Gemeinderat folgende Verteilung: [10]
- Mit den Gemeinderats- und Bürgermeisterwahlen in Tirol 2010 hatte der Gemeinderat folgende Verteilung: 8 Bürgermeisterliste Otto Mauracher Freie Bürgerliste Buch, 5 Gemeinsam für Buch - Hannes Partl und 2 SPÖ sozialdemokratisch für Buch.[11]
- Mit den Gemeinderats- und Bürgermeisterwahlen in Tirol 2016 hat der Gemeinderat folgende Verteilung: 9 Bürgermeisterliste Freie Bürgerliste Buch und 6 Für Buch – Team Markus Mayr.[12]
- Mit den Gemeinderats- und Bürgermeisterwahlen in Tirol 2022 hat der Gemeinderat folgende Verteilung: 12 Weiter in Buch mit Marion und 3 Menschen Freiheit Grundrechte.[13]

### Bürgermeister
- bis 2017 Otto Mauracher (Freie Bürgerliste Buch)[14]
- seit 2017 Marion Wex (Freie Bürgerliste Buch)[15]

### Wappen
Das 1970 verliehene Gemeindewappen zeigt als sprechendes Wappen eine rotblättrige Buche auf goldenem Grund.

## Persönlichkeiten

### Personen mit Bezug zur Gemeinde
- Alois Grauß (1890–1957), Landeshauptmann
- Hans Köchler (1948-), Philosoph